# Semipallium
Semipallium is een geslacht van tweekleppigen uit de  familie van de Pectinidae (mantelschelpen). 

## Soorten
- Semipallium aktinos (Petterd, 1886)
- Semipallium amicum (Smith, 1885)
- Semipallium barnetti Dijkstra, 1989
- Semipallium crouchi (E. A. Smith, 1892)
- Semipallium dianae (Crandall, 1979)
- Semipallium dringi (Reeve, 1853)
- Semipallium flavicans (Linnaeus, 1758)
- Semipallium fulvicostatum (A. Adams & Reeve, 1850)
- Semipallium hallae (Cotton, 1960)
- Semipallium marybellae Raines, 1996
- Semipallium rapanense (Bavay, 1905)